# Кривавий світанок (фільм, 1956)
«Кривавий світанок» — український радянський фільм режисера Олексія Швачка. Екранізація повісті Михайла Коцюбинського «Fata Morgana». Дебют Ади Роговцевої у кіно.

## Сюжет
1905 рік. Селянин Марко Груша повертається до рідного села та очолює боротьбу проти поміщиків за землю. Його арештовують, але згодом звільняють. Після звільнення його боротьба стає ще сильнішою…

## У ролях
- Юліан Панич — Марко Груша
- Мар'ян Крушельницький — Андрій Волик
- Лілія Гриценко — Меланка
- Ада Роговцева — Гафійка
- Олександр Вертинський — пан Савченко
- Валерія Драга-Сумарокова — пані
- Валентин Черняк — Прокіп Кондзюба
- Федір Радчук — Панас Кондзюба
- Микола Пішванов — Хома Гудзь
- Віктор Добровольський — Лук'ян Підпара
- Петро Міхневич — Семен Мажуга
- Віктор Цимбаліст — Семен Ворон
- Іван Бондар — Степан, бунтівник
- Василь Яременко — староста
- Микола Воронін — писар
- Доміан Козачковський — поліцмейстер
- Григорій Тесля — поліцейський
- Дмитро Капка — хлоп
- Петро Масоха — хлоп
- Варвара Чайка — баба
- Софія Карамаш — баба
- Семен Лихогоденко — епізод
- Сергій Карпенко — епізод
- Олександр (Лесь) Подорожний — епізод
- Володимир Васільєв — епізод
- Юрій Величко — епізод